# تبدیل موجک پیوسته

تبدیل موجک پیوسته

تبدیل موجک پیوسته، تبدیلی است که تابعی پیوسته در زمان را به فضای زمان−فرکانس می‌برَد. پایه‌هایِ فضای جدید توابع موجک هستند. در ریاضیات، تبدیل موجک پیوسته برای تابع پیوسته {\displaystyle x(t)} که مربع آن انتگرال‌پذیر باشد در مقیاس {\displaystyle a>0} و مکان {\displaystyle b\in \mathbb {R} } چنین تعریف می‌شود:
{\displaystyle X_{w}(a,b)={\frac {1}{\sqrt {a}}}\int _{-\infty }^{\infty }x(t)\psi ^{\ast }\left({\frac {t-b}{a}}\right)\,dt}
که {\displaystyle \psi (t)} تابع پیوسته‌ای در زمان و در فرکانس است و با نام موجک مادر شناخته می‌شود.